# Tweede Kamerverkiezingen 1994/Kandidatenlijst/CDA
De kandidatenlijst voor de Tweede Kamerverkiezingen 1994 van het CDA was als volgt:

## De lijst
- vet: verkozen
- schuin: voorkeurdrempel overschreden

1. Elco Brinkman - 1.603.088 stemmen
2. Yvonne van Rooy - 109.364
3. Ernst Hirsch Ballin - 94.570
4. Wim Deetman - 17.807
5. Enneüs Heerma - 5.003
6. Marian Soutendijk-van Appeldoorn - 8.696
7. Frans Wolters - 8.924
8. Jaap de Hoop Scheffer - 2.456
9. Ad Lansink - 2.841
10. Ali Doelman-Pel - 1.564
11. Piet Bukman - 2.572
12. René van der Linden - 20.167
13. Mieke Boers-Wijnberg - 1.256
14. Vincent van der Burg - 505
15. Marten Beinema - 718
16. Maria van der Hoeven - 4.985
17. Dzsingisz Gabor - 1.332
18. Jacob Reitsma - 1.210
19. Wim Mateman - 3.268
20. Agnes van Ardenne-van der Hoeven - 1.399
21. Ank Bijleveld-Schouten - 1.591
22. Wim van de Camp - 451
23. Gerrit Terpstra - 1.707
24. Berry Esselink - 765
25. Hans Hillen - 657
26. Gerrit de Jong - 298
27. Nancy Dankers - 2.059
28. Frans Jozef van der Heijden - 970
29. Ries Smits - 346
30. Gerd Leers - 1.464
31. Nel Mulder-van Dam - 7.419
32. Maxime Verhagen - 851
33. Alis Koekkoek - 762
34. Pieter Jan Biesheuvel - 955
35. Anneke Assen[1] - 1.111
36. Cees Bremmer[1] - 319
37. Jan ten Hoopen[1] - 335
38. Theo Meijer[1] - 17.066
39. Henk de Haan[1] - 410
40. Marry Visser-van Doorn[1] - 473
41. Gert Koffeman - 1.272
42. Helmer Koetje - 458
43. Bob Heeringa[1] - 380
44. Hans Huibers - 569
45. Martin van Rooijen - 464
46. Joost van Iersel - 156
47. Minke van der Ploeg-Posthumus - 21.010
48. J. Haeck - 679
49. Riet Roosen-van Pelt - 997
50. J.M.J.C. Scheres - 2.931
51. Ram Ramlal - 4.322
52. Klaasje Eisses-Timmerman - 1.618
53. Léon Frissen - 3.772
54. H.J. Slijkhuis - 4.146
55. Antoinette Vietsch - 425
56. Yvonne Timmerman-Buck - 5.491
57. Joeke Baarda - 673
58. J.P. de Savornin Lohman - 420
59. A.M.J. Rasenberg - 559
60. Asje van Dijk - 489
61. Walter Paulis - 542
62. G.M. Metz - 190
63. Ans Willemse-van der Ploeg - 648
64. Jan de Graaf - 203
65. Frank Kerckhaert - 81
66. Manita Koop - 171
67. T.L.E. Strop-von Meijenfeldt - 131
68. A.A.D. Saman - 138
69. René Paas - 69
70. Annemiek van de Vliet - 171
71. Coşkun Çörüz - 1.185
72. Thea Schiphorst - 201
73. Foka Haitsma - 182
74. Maria Martens - 178
75. Wim van de Donk - 124

## Regionale kandidaten
De plaatsen 76 t/m 80 op de lijst waren per kieskring verschillend ingevuld.

### Groningen
1. Bert Westerink - 128
2. Ellen van Hoogdalem-Arkema - 55
3. IJzebrand Rijzebol - 71
4. Ada Boerma-van Doorne - 49
5. J.E. Huisman-Troost - 152

### Leeuwarden
1. Joop Atsma - 77
2. D. Hoekstra - 88
3. G.J. Hiemstra - 35
4. Y.R. Hoekstra - 35
5. J.A. van Oostenbrugge - 131

### Assen
1. H.H. Koning - 44
2. G.L.M. Huirne-Veelers - 41
3. F.G.A.M. Cox - 6
4. K.J. de Vries - 44
5. A. Verschoor - 93

### Zwolle
1. Dite Husselman-Oosterom - 42
2. Ph.J. van Beeck Calkoen - 69
3. G.J. ten Thij - 78
4. C.E. van der Plas-Fitzpatrick - 94
5. L.S. Carper - 197

### Lelystad
1. Marja van Bijsterveldt-Vliegenthart - 57[2]
2. Bas Jan van Bochove - 25
3. M.H.Y. van der Sterre-Groenendal - 0[3]
4. L.F.M. Cuvelier - 1[4]
5. Greeth Dekkers-Postma - 22[5]

### Nijmegen, Arnhem
1. Aart Mosterd - 164
2. M.H.Y. van der Sterre-Groenendal - 70[3]
3. L.F.M. Cuvelier - 51[4]
4. Greeth Dekkers-Postma - 120[5]
5. H.H. Danklof - 318

### Utrecht
1. B.H. Scheffer-Versluis - 80
2. A.A. Ewoldt-Snijders - 35
3. R.A. van Mill - 36
4. H.J. van de Streek - 67
5. H.Th.J. Vulto - 253

### Amsterdam
1. C.V. Weltevreden-van den Bos - 46
2. A.P.J. van der Eyden - 27
3. C.J. Baart - 19
4. A.M. Bleeker e.v. Nypels - 21
5. A.R. Mungra - 74

### Haarlem
1. A.P.M. Brans - 5
2. R.S.J.M. Bakker - 25
3. W. Beishuizen - 20
4. Margo Dierick-van de Ven - 93
5. J. Piet - 244

### Den Helder
1. F.O. van der Werff - 42
2. Wim Wesselink - 22
3. Anne-Marie Worm-de Moel - 52
4. Frouwke Laning-Boersema - 76
5. Marja van Bijsterveldt-Vliegenthart - 80[2]

### Den Haag
1. G.M. Mohanlal - 67
2. A.L.J. Flapper - 2
3. Titia Lont - 9
4. L.R.M. Lomans - 8
5. Pieter Kooijmans - 118

### Rotterdam
1. S.E.C. Kunst - 31
2. Lucas Bolsius - 22
3. Willy Doorn-van der Houwen - 32
4. Sjaak van der Tak - 57
5. A.C.M. Willebrands - 89

### Dordrecht
1. Jan de Vries - 74
2. H.M.A.M. van der Zande - 160
3. Dirk Louter - 105
4. Henk Mes - 55
5. P. Visser - 227

### Leiden
1. T.P. van der Stoep - 26
2. Edo Hofland - 35
3. J.Ch.M. Berkouwer-van der Laan - 78
4. J.M. de Koning - 41
5. C. Kuyvenhoven-Homburg - 176

### Middelburg
1. J. van Rooijen - 59
2. Lenny Geluk-Poortvliet - 26
3. E.J.P. van Put-Adriaansen - 34
4. T.G. de Vries - 8
5. A. Hoefkens - 82

### Tilburg, Den Bosch
1. Toine van Poppel - 92
2. M.C. Mertens-Slingerland - 236
3. Frits Schreurs - 109
4. Jack Biskop - 77
5. F.P.A.M. van de Ven-van Lee - 602

### Maastricht
1. G.H.M. Driessen - 360
2. W. Koster-Maris - 133
3. H.J.G. Schroeder - 371
4. L.M.W. Goyen - 197
5. Theo Bovens - 534

CDA · PvdA · VVD · D66 · GroenLinks · SGP · GPV · RPF · Centrumdemocraten · De Nieuwe Partij · PSP'92 · SP · SAP · Natuurwetpartij · PMR · Unie 55+ · SBP · AOV · CP'86 · Libertarische Partij · De Groenen · Vrije Indische Partij · NCPN · ADP · Solidair '93 · Patriottisch Democratisch Appèl
1977 · 1981 · 1982 · 1986 · 1989 · 1994 · 1998 · 2002 · 2003 · 2006 · 2010 · 2012 · 2017 · 2021 · 2023